# RAF Kenley
L'ancienne Royal Air Force Station Kenley, plus communément connu comme RAF Kenley (actuellement aérodrome Kenley) était une base du Royal Flying Corps au cours de la Première Guerre mondiale et de la Royal Air Force lors de la Seconde Guerre mondiale. Il est situé près de Kenley, Londres, Angleterre.

## Histoire
Durant la seconde guerre mondiale, RAF Kenley était une des trois principales bases de chasseurs, qui avec Croydon et Biggin Hill, étaient chargées de la défense aérienne de Londres. 